# Observatoire national de la pauvreté et de l'exclusion sociale
L'Observatoire national de la pauvreté et de l'exclusion sociale (ONPES) est une institution gouvernementale d'observation de la pauvreté en France, créée par la loi d’orientation n° 98-657 du 29 juillet 1998 relative à la lutte contre les exclusions. L'ONPES a pour mission de superviser des études confiées à divers organismes et de fournir chaque année un rapport au gouvernement sur les évolutions de la pauvreté en France. Le 31 décembre 2019, il disparaît et fusionne avec le comité scientifique du Conseil national des politiques de lutte contre la pauvreté et l'exclusion sociale (CNLE). 

## Présentation
La création de l'ONPES répond à une demande des associations œuvrant dans le champ de la lutte contre les exclusions.
L'Observatoire promeut la connaissance des phénomènes de pauvreté et d’exclusion. Il ne réalise lui-même aucune étude, mais discute et hiérarchise les travaux à mener, qu’il confie ensuite à des organismes choisis sur appel d’offres. Ces études sont pilotées et évaluées avant diffusion.
Il utilise également les informations des administrations statistiques telles que l'Insee, la Drees ou la Dares.
Plusieurs associations telles que le DAL ou ATTAC ont critiqué au départ la création de cette instance, estimant qu'il n'était pas pertinent d'isoler dans un tel organisme l'analyse des inégalités dans la société française.
L'ONPES contribue à la reconnaissance du fait qu'une part significative de personnes en situation d'exclusion se voient contraintes à se cacher, à entrer dans l'invisibilité sociale, et en même temps dans l'invisibilité scientifique,.
Le 15 novembre 2019, est annoncée la fusion de l'ONPES et du CNLE. Certains économistes et responsables associatifs ont critiqué une « volonté de casser le thermomètre pour ne plus voir le malade ».

## Gouvernance

### Conseil
Son conseil de 28 membres nommé pour trois ans est composé de trois collèges, où siègent des représentants des administrations économiques et sociales, des universitaires et des chercheurs, et des personnalités qualifiées de la lutte contre la pauvreté.

### Présidents
- 5 mai 1999[8] - 25 février 2005 : Marie-Thérèse Join-Lambert
- 25 février 2005[9] - 19 mars 2010 : Agnès Claret de Fleurieu
- 19 mars[10] - 15 octobre 2010 : Julien Damon
- Depuis le 15 octobre 2010[11] : Jérôme Vignon

## Travaux

### Rapports
- ONPES, Rapport 2000, La Documentation française (no 1), septembre 2001 (ISBN 2-11-004437-2 (édité erroné), OCLC 748785467, présentation en ligne, lire en ligne)
- ONPES, Rapport 2001-2002, La Documentation française (no 2), 2002 (ISBN 2-11-005069-1, OCLC 748785467, présentation en ligne, lire en ligne)
- ONPES, Rapport 2003-2004, La Documentation française (no 3), avril 2004 (ISBN 2-11-005634-7, présentation en ligne, lire en ligne)
- ONPES, Rapport 2005-2006, La Documentation française (no 4), 2006 (ISBN 2-11-006111-1, présentation en ligne, lire en ligne)
- ONPES, Rapport 2007-2008, La Documentation française (no 5), 2008 (ISBN 978-2-11-007151-4, présentation en ligne, lire en ligne)
- ONPES, Rapport 2009-2010 : Bilan de 10 ans d'observation de la pauvreté et de l'exclusion sociale à l'heure de la crise, La Documentation française (no 6), février 2010 (ISBN 978-2-11-008100-1, présentation en ligne, lire en ligne)[12]
- ONPES, Rapport 2011-2012 : Crise économique, marché du travail et pauvreté, La Documentation française (no 7), mars 2012 (présentation en ligne)Lire en ligne le chapitre 1 - Lire en ligne le chapitre 2 et les annexes
- ONPES, Rapport 2013-2014 : Les effets d’une crise économique de longue durée, La Documentation française (no 8), juillet 2014 (présentation en ligne, lire en ligne)
- ONPES, Rapport 2014-2015 : Les budgets de référence : une méthode d’évaluation des besoins pour une participation effective à la vie sociale, La Documentation française (no 9), mars 2015 (présentation en ligne, lire en ligne)

### Recueil de travaux
- ONPES, Les travaux de l'ONPES : 2000, La Documentation française (no 1), 2000 (présentation en ligne, lire en ligne)
  - Christian Loisy, Emmanuelle Crenner, Olivier Marchand, Geneviève Canceill, Alain Gubian et Pascal Noblet, « Pauvreté, précarité et exclusion : état des lieux », Les travaux de l'ONPES,‎ 2000
  - Corinne Mette, Pierre Ralle et Hayet Zeggar, « Pauvreté et exclusion : qu’en pense l’opinion ? », Les travaux de l'ONPES,‎ 2000
  - Jean-Luc Vieilleribière et Hayet Zeggar, « Les relations des personnes en difficulté avec les organismes », Les travaux de l'ONPES,‎ 2000
  - Olivier Galland, « Jeunes, pauvreté et exclusion en France », Les travaux de l'ONPES,‎ 2000
- ONPES, Les travaux de l'ONPES : 2001-2002, La Documentation française (no 2), 2002 (ISBN 2-11-005070-5, présentation en ligne, lire en ligne)
  - Sylvie Dumartin (Insee), Christel Gilles, Sylvie Le Minez, Christian Loisy (Drees), Nicole Roth (Insee), Geneviève Canceill (Dares), « Pauvreté, précarité et exclusion : état des lieux », Les travaux de l'ONPES,‎ 2001-2002
- ONPES, Les travaux de l'ONPES : 2003-2004, La Documentation française (no 3), 2004 (ISBN 2-11-005633-9, présentation en ligne)Lire en ligne la partie 1 - Lire en ligne la partie 2 - Lire en ligne la partie 3
- ONPES, Les travaux de l'ONPES : 2005-2006, La Documentation française (no 4), 2006 (présentation en ligne)Lire en ligne la partie 1 - Lire en ligne la partie 2 - Lire en ligne la partie 3